# 河村病院 (岐阜県)
河村病院（かわむらびょういん）は、岐阜県岐阜市にある病院。
救急医療施設、生活保護法指定病院、身体障害者福祉法指定病院、原子爆弾被爆者一般疾病医療取扱病院、労災保険指定病院、結核予防法指定病院、臨床研修病院である。また、国民健康保険療養取扱機関、岐阜市予防接種実施委託機関の指定を受けている。
岐阜県下最大病床数の回復期リハビリテーション病棟を98床もち、急性期のみならず、回復期でのリハビリにも力をいれている。
関連施設としては、介護老人保健施設のカワムラコート、カワムラ訪問看護ステーション、カワムラ訪問介護サービスステーション、カワムラデイサービスセンター、指定居宅介護支援事業所「未来」、カワムラ健康管理支援センターがある。
自律神経、末梢神経系の治療、めまい、睡眠時呼吸障害の治療に力を入れている。また、病気の児童用の保育園を併設する。

## 診療科
- 内科
- 外科
- 小児科
- 歯科
- 歯科口腔外科
- 矯正歯科
- 小児歯科
- 脳神経外科
- 整形外科
- 循環器科
- 消化器科
- 呼吸器科
- 神経内科
- 心療内科
- リハビリテーション科　など

## 沿革
出典
- 1984年 昭和59年
  - 初代理事長 河村保男が神経内科を基盤とした河村病院を開院（病床数74床）

- 1988年 昭和63年
  - 医療法人社団カワムラヤスオメディカルソサエティを設立
  - 病棟増築（病床数255床）

- 1990年 平成2年
  - 中島弘幸院長就任

- 1992年 平成4年
  - 介護老人保健施設カワムラコートを開設

- 2002年 平成14年	
  - 社会福祉法人イーストヘルスケアソサエティ 特別養護老人ホームコート・スマイルを開設

- 2006年 平成18年
  - 住宅型有料老人ホームドリーム・コートを開設

- 2012年 平成24年
  - 回復期リハビリテーション病棟を増床（病床数315床）

- 2013年 平成25年
  - 河村信利理事長就任

## 医療機関指定
出典
| 救急告示病院                 | 保険医療機関                               |
| 国民健康保険療養取扱機関     | 労災保険指定病院                           |
| 結核予防法指定病院           | 生活保護法指定病院                         |
| 身体障害者福祉法指定病院     | 原子爆弾被爆者一般疾病医療取扱病院         |
| 障害者自立支援法指定病院     | 精神通院医療指定医療機関                   |
| 難病指定医療機関             | 指定自立支援医療機関（育成医療・更生医療） |
| 指定小児慢性特定疾病医療機関 |                                            |

## 学会認定施設
出典
| 日本神経学会認定教育施設 | 日本内科学会教育関連病院 | 日本認知症学会教育施設 | 日本医療機能評価機構認定病院 |

## 病床数
- 315床
  - 一般：107床
  - 療養：60床
  - リハビリ：98床
  - 障害者病棟50床

## 所在地
- 岐阜県岐阜市芥見大般若1丁目84番地

## 交通機関
- 岐阜バス尾崎団地線「河村病院前」バス停下車、徒歩3分。
  - JR岐阜駅バスターミナル（岐阜駅北口）13番のりば、名鉄岐阜のりば（名鉄岐阜駅西）6番のりばより「T55 諏訪山団地」行き。

## 沿革
- 1984年（昭和59年）：開業。
- 1987年（昭和62年）：医療法人社団カワムラヤスオメディカルソサエティを設立。